# Хитра
Хитра (норв. Hitra) — коммуна в губернии Сёр-Трёнделаг в Норвегии. Административный центр коммуны — город Филлан. Официальный язык коммуны — нейтральный. Население коммуны на 2007 год составляло 4132 чел. Площадь коммуны Хитра — 685,43 км², код-идентификатор — 1617.
В 2020 году к коммуне присоединены остров Хемншела и часть территории бывшей коммуны Снилльфьорд.

## История населения коммуны
Население коммуны за последние 60 лет.

Статистика коммуны Хитра